# Gustaf Erik Lewenhaupt

Vapensköld för ätten Leijonhufvud och Lewenhaupt.

Gustaf Erik Lewenhaupt (i riksdagen kallad Lewenhaupt i Geddeholm), född 31 juli 1849 i Irsta församling, Västmanlands län, död där 8 mars 1928, var en svensk greve, godsägare och riksdagsman.
Lewenhaupt tog studenten 1870 och genomgick Ultuna lantbruksinstitut 1871–1872. Han övertog 1871 egendomen Gäddeholm i Irsta, vilket han senare innehade som fideikommissarie. Lewenhaupt var kommunpolitiker i Irsta, och som politiker var han ledamot av riksdagens första kammare 1892–1911, invald i Västmanlands läns valkrets av Västmanlands läns landsting. Vid sitt första val den 28 september 1892 fick han 22 röster av 39, att jämföra mot närmaste kandidatens 17 röster, och omvaldes den 1 oktober 1901 med 23 av 42 röster (närmaste kandidat fick 18 röster och 1 valsedel kasserades) och 1909.
Lewenhaupt blev ledamot av Lantbruksakademien 1904, deltog i bildandet av Västmanlands läns hästavelsförening och var under många år dess ordförande.

## Utmärkelser
- Riddare av Nordstjärneorden, 1908.[5]
- Riddare av första klassen av Vasaorden, 1900.[6]